# Жан Деказе
Жан Деказе (фр. Jean, 30 квітня 1864 — 31 серпня 1912) — французький яхтсмен.
Срібний призер Олімпійських Ігор 1900 року в класі 10—20 тонн.